# هوارد غارلاند
هوارد غارلاند (بالإنجليزية: Howard Garland)‏ هو رياضياتي أمريكي، ولد في 27 أكتوبر 1937 في ديترويت في الولايات المتحدة.